# Aldrovandia affinis
Aldrovandia affinis es una especie de pez del género Aldrovandia, familia Halosauridae. Fue descrita científicamente por Günther en 1877.
Se distribuye por el Atlántico e Indo-Pacífico, excepto el Mediterráneo. La longitud total (TL) es de 55 centímetros. Se alimenta de poliquetos, pelecípodos, anfípodos y especies bentónicas.
Está clasificada como una especie marina inofensiva para el ser humano.